# Konfetti (singel)
Konfetti (zapis stylizowany: KONFETTI) – drugi singel polskiego rapera Kizo i polskiej piosenkarki Bletki z ich drugiego minialbumu, zatytułowanego Patopop (Vol. 2). Singel został wydany 2 października 2024.
Nagranie otrzymało w Polsce status złotego singla, przekraczając liczbę 25 tysięcy sprzedanych kopii.

## Geneza utworu i historia wydania
Utwór napisali i skomponowali Patryk Woziński, Aleksandra Bletek i Mateusz Żezała, który również odpowiada za produkcję utworu.
Singel ukazał się w formacie digital download 2 października 2024 w Polsce za pośrednictwem wytwórni płytowej Spacerange w dystrybucji Universal Music Polska. Piosenka została umieszczona na drugim minialbumie duetu – Patopop (Vol. 2).

## Teledysk
Do utworu powstał teledysk zrealizowany przez Moher Video, który udostępniono 3 października 2024 za pośrednictwem serwisu YouTube.

## Lista utworów
- Digital download[2]

1. „Konfetti” – 2:34

## Notowania

### Pozycja na liście sprzedaży
| Kraj   | Lista (2024)             | Najwyższa pozycja |
| ------ | ------------------------ | ----------------- |
| Polska | OLiS – single w streamie | 26                |

## Certyfikaty
| Kraj          | Certyfikat  | Sprzedaż |
| ------------- | ----------- | -------- |
| Polska (ZPAV) | złota płyta | 25 000+  |